# EMP2
EMP2‏ (Epithelial membrane protein 2) هوَ بروتين يُشَفر بواسطة جين EMP2 في الإنسان.